# Lesli Linka Glatter
Lesli Linka Glatter (parfois créditée comme Leslie Linka Glatter) est une artiste américaine qui a commencé en tant que danseuse et chorégraphe avant de devenir réalisatrice.

## Biographie
Son premier film, Tales of Meeting and Parting (1984), a été nommé pour un Oscar dans la catégorie du meilleur court métrage de fiction. Elle a fait plusieurs téléfilms pour des réseaux câblés, mais la majorité de son travail est constituée de séries de télévision.

## Filmographie

### Actrice

#### Télévision
Séries télévisées
- 1990 : Twin Peaks : One-Eyed Jacks' Servant

### Réalisatrice

#### Cinéma
- 1995 : Souvenirs d'un été
- 1998 : La Proposition

#### Courts-métrages
- 1985 : Tales of Meeting and Parting

#### Télévision
Séries télévisées
- 1986-1987 : Histoires fantastiques
- 1988 : Vietnam War Story
- 1990 : Brewster Place
- 1990-1991 : Twin Peaks
- 1992 : On the Air
- 1993 : Black Tie Affair
- 1994 : Birdland
- 1994 : New York Police Blues
- 1995-2008 : Urgences
- 1996 : Murder One
- 1998 : Brooklyn South
- 1998 : Buddy Faro
- 1999-2001 : New York - Unité spéciale
- 2000 : Freaks and Geeks
- 2000-2002 : Gilmore Girls
- 2001 : Citizen Baines
- 2001 : New York 911
- 2002 : Hôpital San Francisco
- 2002-2006 : À la Maison-Blanche
- 2005 : Revelations (série télévisée)
- 2005 : Grey's Anatomy
- 2005 : Jonny Zéro
- 2005 : Newport Beach
- 2005 : Numbers
- 2006 : Studio 60 on the Sunset Strip
- 2006 : The Closer : L.A. enquêtes prioritaires
- 2006 : The Evidence : Les Preuves du crime
- 2007 : Heartland
- 2007 : Heroes
- 2007 : Journeyman
- 2007-2009 : Dr House
- 2007-2010 : Mad Men
- 2008 : Swingtown
- 2008 : Starter Wife
- 2009 : Mentalist
- 2009 : The Unit : Commando d'élite
- 2009 : Weeds
- 2009-2010 : Lie to Me
- 2010 : The Good Wife
- 2010-2012 : Pretty Little Liars
- 2010-2012 : True Blood
- 2011 : The Chicago Code
- 2011 : The Playboy Club
- 2012 : Boss
- 2012 : Last Resort
- 2012 : Lauren
- 2012 : Nashville
- 2012-2013 : The Newsroom
- 2012-2018 : Homeland
- 2013 : Justified
- 2013 : Masters of Sex
- 2013 : The Walking Dead
- 2013-2015 : Ray Donovan
- 2014 : The Leftovers
- 2017 : Six
- 2017 : Law and Order True Crime
- 2025 : Zero Day

Téléfilms
- 1987 : Into the Homeland
- 1994 : State of Emergency
- 2001 : The Big House
- 2002 : In My Life
- 2003 : Newton
- 2011 : Grace

### Productrice

#### Cinéma
- 2017 : Law & Order True Crime

#### Courts-métrages
- 1985 : Tales of Meeting and Parting

#### Télévision
Séries télévisées
- 2000 : Citizen Baines
- 2011 : The Chicago Code
- 2011 : The Playboy Club
- 2012-2020 : Homeland
- 2014 : The Leftovers
- 2017 : Six